# Xiao Zhe Yi

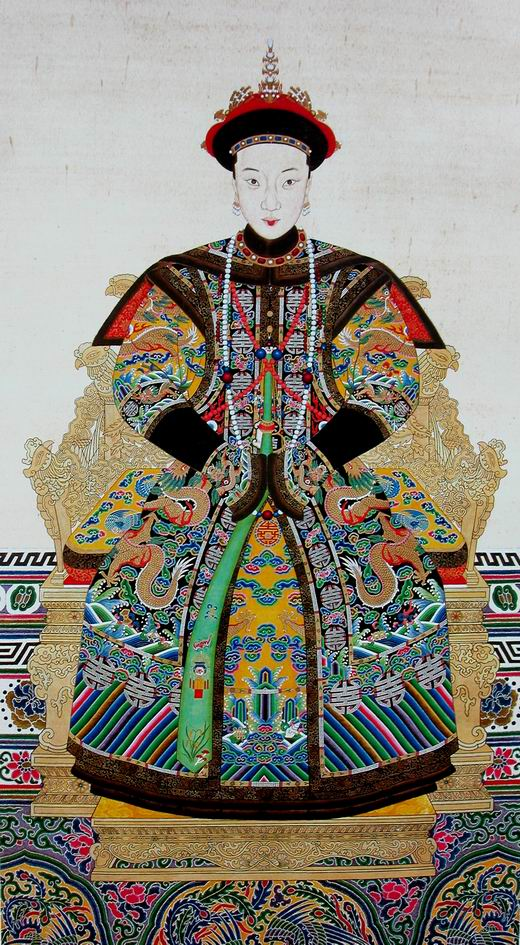

Keizerin Xiao Zhe Yi (Chinees: 孝哲毅皇后) (Peking, 25 juli 1854 – Verboden Stad, 27 maart 1875) was keizerin van de keizer Tongzhi. Keizer Tongzhi was keizer van China van 1862 tot januari 1875.
Keizerin Xiao Zhe Yi was van Mongoolse afkomst. Haar vader was Chongji van de Alute stam. Haar moeder behoorde tot de keizerlijke familie, terwijl diens vader Aisin Gioro Duanhua een minister was. Duanhua werd in 1861 geëxecuteerd vanwege pogingen tot machtsovername.
In 1872 werd keizer Tongzhi meerderjarig en moest hij trouwen. Gezegd wordt dat tijdens de verkiezing van keizerin er een ruzie was tussen twee partijen. Tongzhi's moeder, keizerin weduwe Cixi wilde een dame van de Mantsjoe Fucha stam als keizerin, terwijl keizerin weduwe Ci'an de voorkeur gaf aan de dame van de Alute stam. Uiteindelijk koos Tongzhi voor de dame van de Alute stam. De twee trouwden in hetzelfde jaar en dame Alute werd gekroond tot keizerin. Hun huwelijk duurde niet lang want in 1875 stierf keizer Tongzhi op negentienjarige leeftijd.

## Ziek, vermoord, zelfmoord?
Omdat keizer Tongzhi geen nageslacht had, kwam de troon in gevaar. Diverse verhalen doen de ronde dat dame Alute zwanger was. Maar de troon kon niet zonder keizer. Besloten werd dat een neef van keizer Tongzhi de nieuwe keizer zou worden. Deze jonge man werd tot de keizer Guangxu gekroond. Aan dame Alute werd de titel keizerin Jiashun verleend. Haar ongeboren zoon, als zij echt zwanger was, is nooit ter sprake gekomen. Dame Alute stierf enkele maanden na de dood van haar man. Na haar dood kwamen er verhalen dat ze door haar schoonmoeder, Cixi zou zijn vermoord. Andere historici zeggen dat zij zelfmoord had gepleegd, terwijl de officiële documenten zeggen dat zij overleed ten gevolge van een ziekte.
Na haar dood kreeg zij de vereerde titel keizerin Xiao Zhe Yi en werd zij begraven in de Huiling mausoleum in Hebei.

## Familiedrama
Met dame Alute's familie eindigde het ook niet goed. In 1900 tijdens de Bokseropstand in Beijing bleven haar familieleden achter. Enkele vrouwelijke familieleden werden seksueel misbruikt, waarna de gehele familie zelfmoord pleegde.